# 안나스 (성경 인물)

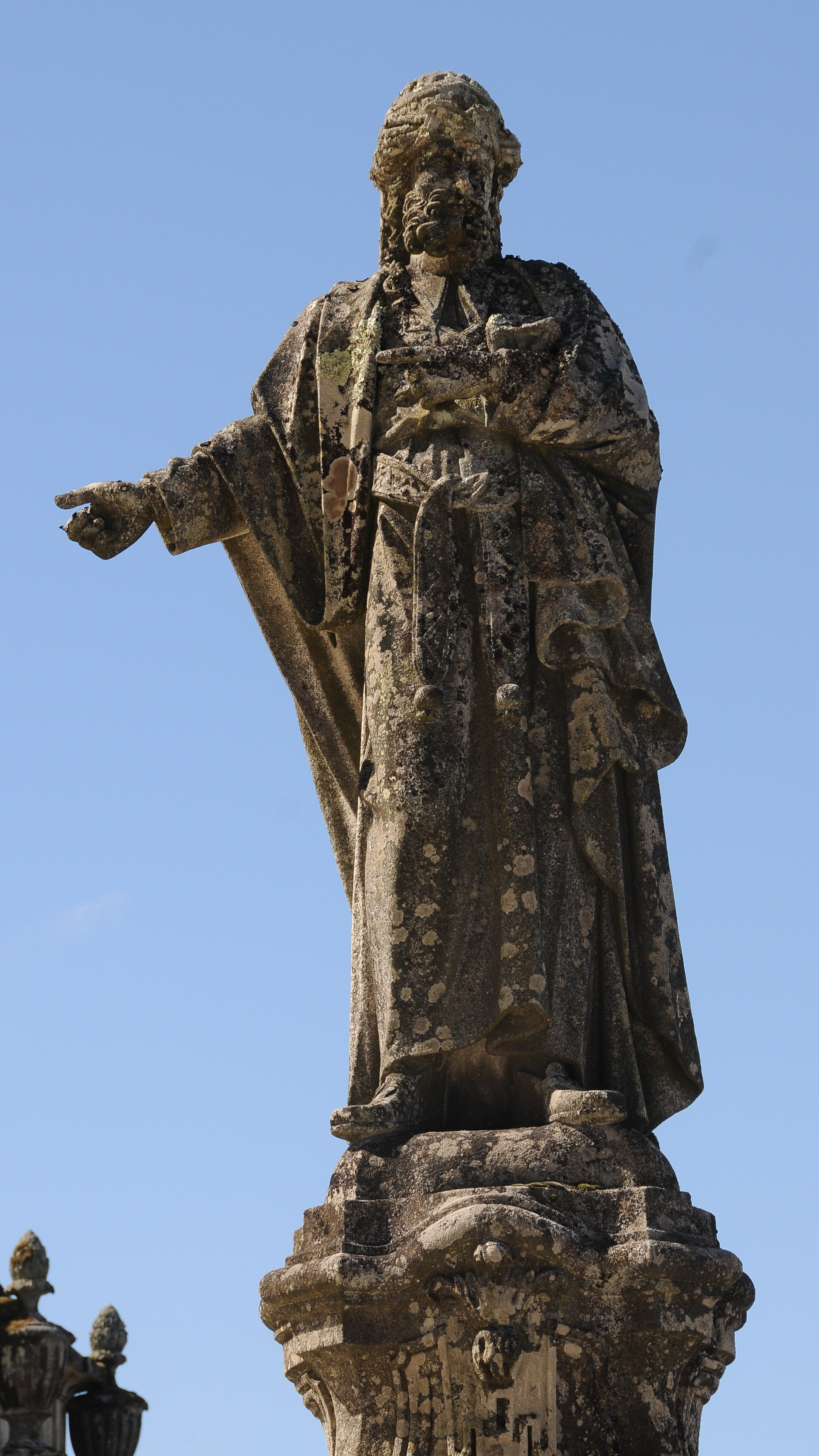
브라가에 있는 안나스의 동상

안나스(히브리어: חָנָן, 고대 그리스어: Ἅννας, 기원전 22/23년~기원후 40년경)은 유대 속주에 공식적으로 임명된 첫 번째 대제사장이다. 로마 제국에서 파견한 레가투스인 퀴리니우스(구레뇨)에 의해 서기 6년에 임명되었다. 복음서들은 예수가 폰티우스 필라투스 앞에 연행되기 전에 안나스와 가야파에게 먼저 끌려갔다고 전한다.

## 같이 보기
- 가야파